# 玛纳卡玛纳庙

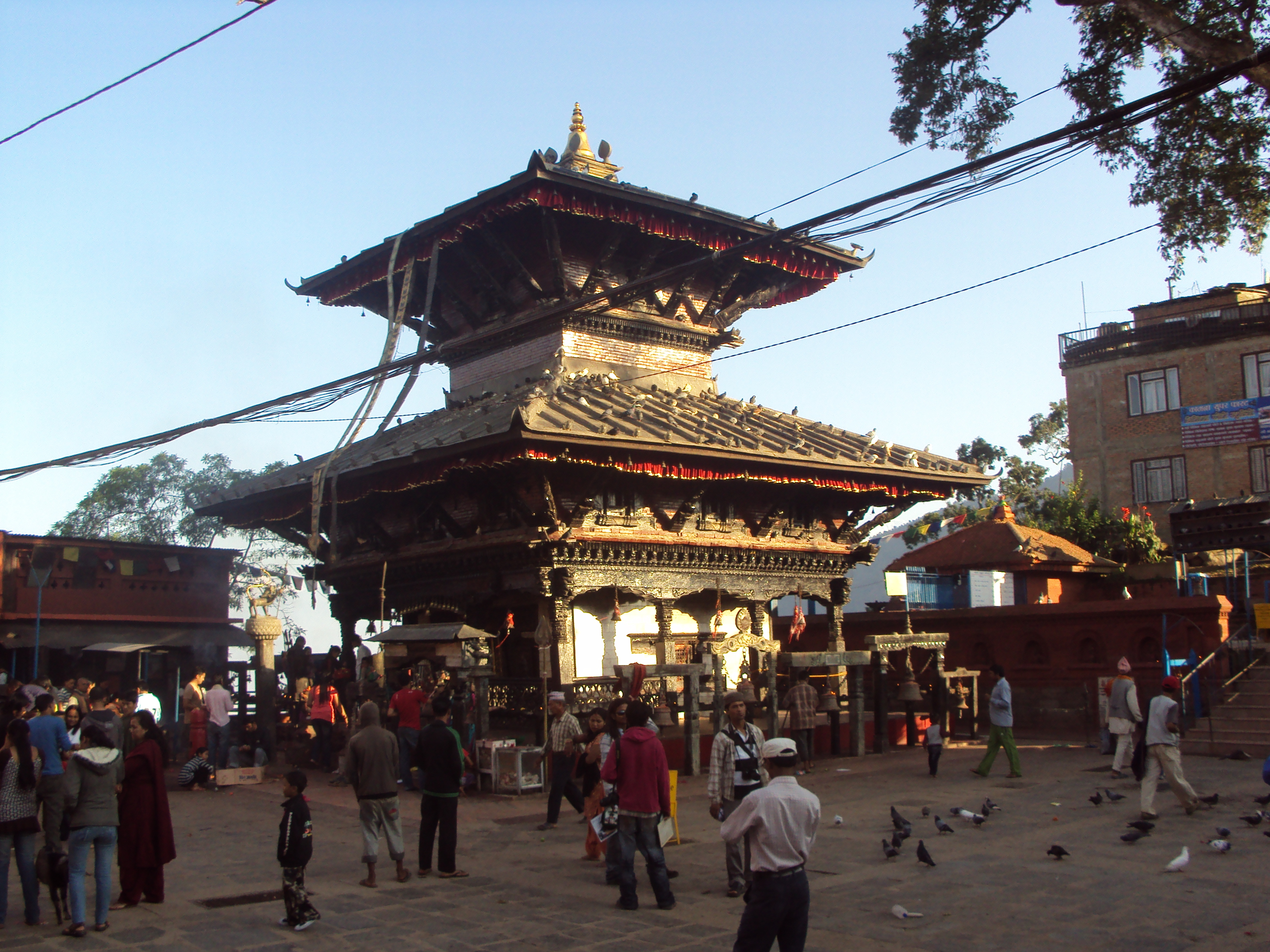
玛纳卡玛纳庙

玛纳卡玛纳庙（拉丁文转写：Manakamana Mandir），位于尼泊尔甘达基专区廓尔喀县，是一座印度教寺庙。

## 简介
该寺庙主供巴格瓦蒂（雪山女神帕尔瓦蒂的化身）。“玛纳卡玛纳”一名来自两个词：“mana”意思是“心”，“kamana”意思是“希望”。该寺从17世纪起受到崇奉。
该寺庙位于廓尔喀县以南12公里。海拔1302米，俯瞰其南侧的特里苏利河（Trisuli）以及其西侧的马相迪河（Marsyangdi）。从加德满都开车大约104公里可到达该寺。从博克拉乘坐公共汽车3到4个小时也可到达。
2015年4月25日，尼泊尔发生强烈地震，该寺庙倒塌。